# Glesseumeyrickia henrikseni
Glesseumeyrickia henrikseni är en fjärilsart som beskrevs av Kusnetzov 1941. Glesseumeyrickia henrikseni ingår i släktet Glesseumeyrickia och familjen plattmalar. Inga underarter finns listade i Catalogue of Life.